# Phaeoura
Phaeoura là một chi bướm đêm thuộc họ Geometridae.